# Mairo Inya
Mairo-Inya – miasto w środkowej Kenii, największe w hrabstwie Nyandarua. Liczy 30,5 tys. mieszkańców.